# ダン・ワギ駅
ダン・ワギ駅 （ダン・ワギえき、マレー語:Stesen Dang Wangi ） は、マレーシアのクアラルンプールにある、ラピドKL (RapidKL) クラナ・ジャヤ線 (Kelana Jaya Line)の駅である｡クアラ・ルンプール・タワーの最寄駅。

## 歴史
- 1999年6月1日開業

## 駅構造
島式ホーム1面2線をもつ地下駅である。

## 駅周辺
- クアラ・ルンプール・タワー
- KLモノレールブキッ・ナナス駅